# Отечественный фронт (Австрия)
Отечественный фронт (нем. Vaterländische Front) — фашистская политическая партия, основанная в 1933 году канцлером Австрии Энгельбертом Дольфусом. Фронт должен был «быть носителем австрийской идеи государства» и «политически объединить всех граждан Австрии». Другой вариант перевода названия — Патриотический фронт. После запрета всех других политических партий и ликвидации парламентской демократии, Отечественный фронт занимал монопольное положение в австрийской политике, хотя стать массовым движением, как другие фашистские партии в Европе, ему не удалось.
Несмотря на усилия Дольфуса, партия так и не стала по-настоящему массовым движением. Хотя к концу 1937 года её формальными членами были около 3 млн человек (из 6,5 млн населения Австрии), эта партия не сумела заручиться поддержкой своих политических оппонентов как из кругов социал-демократической партии Австрии, так и из нацистской партии. Партия была запрещена после аншлюса (присоединения Австрии к Германии) в марте 1938 года, и (в отличие от социал-демократической партии) не была восстановлена после разгрома нацистов в 1945 году.

## История

### Фюрер Дольфус
В 1918 году, после окончания Первой мировой войны, распада многонациональной Австро-Венгерской империи и ликвидации австрийской монархии, в молодой Австрийской республике выделились три основных политических лагеря: социал-демократы, консервативная Христианско-социальная партия и ирредентистская Великогерманская народная партия. 10 мая 1932 года канцлером становится лидер Христианско-социальной партии Энгельберт Дольфус. В феврале 1933 года в Австрии произошёл парламентский кризис в ходе голосования по закону о заработной плате. Несмотря на сохранявшуюся возможность преодолеть кризис парламентскими методами, 4 марта канцлер Дольфус добился от христианско-социального большинства самороспуска парламента и стал править на основании закона о предоставлении чрезвычайных полномочий. Власть перешла к группе австрофашистов и консерваторов, равно удалённых и от австрийских левых, и от германских националистов.
20 мая 1933 года Дольфус создал австрофашистскую партию Отечественный фронт в качестве преемника Христианско-социальный партии. Фронт был основан, чтобы представлять всех австрийцев и для замены парламентской демократии. Одной из целей организации было, как сформулировал ранее бывший канцлер Игнац Зайпель на основе католического социального учения, в частности энциклики «Rerum Novarum» (1891) и буллы «Quadragesimo Anno» (1931), создание корпоративного государства. Одной из предпосылок стала отмена парламентской системы. К фронту присоединилась боевая организация правых сил — Хеймвер. 30 мая военизированная организация социал-демократов, Шуцбунд, была запрещена. Также были запрещены Коммунистическая партия Австрии, австрийская Немецкая национал-социалистическая рабочая партия и Движение свободных мыслителей (нем. Bewegung der Freidenker). 11 сентября 1933 года в своей речи на Trabrennplatz в Вене Дольфус заявил: «Период правления партий закончился! Мы отвергаем уравнительство и террор, мы хотим в Австрии немецкое государство основывающееся на социальных, христианских, корпоративных началах с сильными, авторитарным руководством».
После подавления Февральского восстания в начале 1934 года, деятельность Социал-демократической партии и всех аффилированных с ней организаций была объявлена незаконной. Все должностные лица и депутаты, избранные от социал-демократов, в том числе венский мэр Карл Зейтц, были заменены на представителей Отечественного фронта. Устранив социал-демократов и профсоюзы с политической сцены, правительство Дольфуса консолидировало союз консервативных сил и церкви и приняло «Майскую конституцию» (нем. Maiverfassung), заимствованную у режима Муссолини. Федеральный закон от 1 мая 1934 года № 4/1934 провозгласил Дольфуса «федеральным лидером» (нем. Bundesführer) Отечественного фронта с диктаторскими полномочиями. Дольфус был убит боевиками австрийских СС 25 июля 1934 года, но созданный им режим, известный как австрофашизм, просуществовал до аншлюса 1938 года.

### Фюрер Штаремберг
После смерти Дольфуса главным кандидатом в его преемники был руководитель Хеймвера князь Эрнст Рюдигер Штаремберг, сыгравший ведущую роль в подавлении восстания нацистов и разделявший идеи Дольфуса. Но против него выступили президент Австрии Вильгельм Миклас и ведущие христианско-социальные политики. В результате 29 июля 1934 года австрийское правительство возглавил более умеренный Курт Шушниг, бывший министром образования, а Штаремберг стал бундесфюрером Отечественного фронта, вице-канцлером и министром безопасности.
27 июля 1934 года Штаремберг произнёс речь памяти Дольфуса, в которой указал на общие контуры своей политической программы: Австрию он назвал «баррикадой Европы» против большевизма и «вопиющего, уголовного демагогичного национализма», призвав бороться «против варварства двадцатого века». Новое правительство Шушнига Штаремберг объявил «Священным наследием» убитого канцлера, пообещав не допустить ни малейшего компромисса с нацистами, чтобы никакие уступки «не смогли бы повлиять на нашу полную независимость и свободу, честь и достоинство». Как и другие австрофашисты, конечной целью своей политики он считал восстановление монархии Габсбургов.
Следующие два года Штаремберг, выступавший за союз с Италией ради сохранения независимости Австрии от III Рейха, постепенно уступал свои позиции на политической арене канцлеру Шушнигу, пока 14 марта 1936 года не был вынужден покинуть руководсто Фронта.

### Фюрер Шушниг
Новым лидером Отечественного фронта после ухода Штаремберга стал канцлер Курт Шушниг. При нём статус фронта изменился. В мае 1936 года принят новый закон, согласно которому Отечественный фронт превратился в обычную легальную политическую партию.  Символом Отечественного фронта становится Костыльный крест, крест с поперечными балками, «костылями» на все четыре стороны, для студентов вводится нагрудный знак «Будьте едины», а члены фронта теперь обязаны приветствовать друг друга словами нем. «Front heil!». Все государственные служащие были обязаны вступить в Отечественный фронт.
После запрета всех других политических партий, Отечественный фронт установил свою политическую монополию. Во фронт входили организации «Австрийские молодые люди» (нем. Österreichische Jungvolk), «Народное Политическое Управление национально настроенных» (нем. Volkspolitische Referat für national Gesinnte), «Социально-политический отдел» (нем. Sozialpolitisches Referat), который должен был заменить социал-демократов, и Фронт милиции (нем. Frontmiliz), созданный в октябре 1936 года в качестве замены ополчения. Вопреки воле Дольфус фронт так и не стал массовым движением. Хотя в конце 1937 года Отечественный фронт объединял около 3 млн. из 6,5 млн. жителей Австрии, но лишь немногие из них были истинными последователями партии.
После 1934 года австрийское правительство оказалось под всё более сильным давлением со стороны нацистской Германии. Ситуация усугубилась ослаблением поддержки со стороны Бенито Муссолини, взявшим курс на сближение с Адольфом Гитлером. 11 июля 1936 года Шушниг был вынужден заключить с правительством Германии так называемое «Июльское соглашение» (de:Juliabkommen). Согласно ему были помилованы нацисты, заключённые в австрийских тюрьмах, а впоследствии национал-социалисты были включены в органы власти, в том числе Артур Зейсс-Инкварт стал членом Государственного Совета (Staatsrates). В ответ Германия отменила так называемый «Барьер тысячи марок» (de:Tausend-Mark-Sperre) — взимавшийся при выезде в Австрию сбор, сильно вредивший австрийской туристской индустрии. Начиная с 1937 года нацистам разрешили вступать в Отечественный фронт. В результате несмотря на то, что деятельность нацистской партии в Австрии по прежнему оставалась под запретом, в действительности национал-социалисты получили легальное прикрытие для своей организации. 12 февраля 1938 года Шушниг и Гитлер подписали так называемое Берхтесгаденское соглашение (de:Berchtesgadener Abkommen), по которому национал-социалисты получили возможность свободно заниматься политической деятельностью и более активно участвовать в правительство. Так Зейсс-Инкварт уже в феврале был назначен министром внутренних дел и безопасности.
Несмотря на всё возрастающее влияние Германии на австрийскую внутреннюю и экономическую политику Шушниг по-прежнему пытался сохранить Австрию как отдельное государство. Пытаясь восстановить контроль над ситуацией, он объявил плебисцит о сохранении Австрией независимости на 13 марта. Гитлер потребовал отменить плебисцит, отправить Шушнига в отставку, а на место канцлера назначить Зейсс-Инкварта. Президент Австрии Миклас, Вильгельм принял условия Гитлера. 12 марта, на следующий день после назначения Зейсс-Инкварта канцлером, немецкие войска пересекли границу Австрии, чтобы включить её в состав Третьего рейха. Аншлюс Австрии состоялся. Период господства корпоративного государства закончился, Отечественный фронт прекратил своё существование. После разгрома национал-социализма партия не была восстановлена.